# 松本敏雄
松本 敏雄（日语：／ Matsumoto Toshio，1941年—20220717），愛知県瀨戶市出生的日本天文學家。

## 人物
在名古屋大學的早川幸男教授指導下攻讀研究所課程、並在1972年3月於名古屋大學取得理学博士學位。論文題目為「關於黃道光的成因」(「黄道光の成因について 」)。
在擔任名古屋大学教授後，參與了宇宙航空研究開発機構（JAXA）的數個火箭發射計劃。1970年代時以探空氣球進行了對銀河系核球的紅外線觀測，是世界首次對銀河核球構造有了了解；在1980年發射了K-10-14號火箭進行了對近、中紅外線波段的銀河光觀測、1995年發射了日本第一個紅外線觀測衛星IRTS(Infrared Telescope in Space)。2005年發射了AKARI (ASTRO-F) 進行全面的紅外線波段觀測。
現在除了身為JAXA的名譽教授，目前也是台灣中研院天文所的特聘講座學者。

## 經歷
- 1941年 日本愛知縣瀨戶市出生
- 1960年 愛知縣立旭丘高等学校畢業
- 1964年 名古屋大学理學院物理學系畢業
- 1966年 名古屋大學研究所理學碩士
- 1969年 名古屋大學研究所理學博士、名古屋大學理學院助教
- 1978年 名古屋大學理學院助教授
- 1988年 名古屋大學理學院教授
- 1996年 文部省宇宙科学研究所教授
- 2003年 宇宙航空研究開発機構 (JAXA) 宇宙科學本部教授
- 2005年 宇宙航空研究開發機構退休、宇宙航空研究開發機構名譽教授
- 2008年 韓國首爾大學特聘研究員
- 2012年~ 台灣中央研究院天文物理研究所特聘訪問學者

兼任
- 1997～2001年 東京大學研究所理學院研究科教授
- 2003～2005年 综合研究大学院大学數物科學研究科教授

## 得獎
- 1988年 仁科記念賞
- 2004年 大和エイドリアン賞（英语：Daiwa Adrian Prize）

## 著書・雜誌專欄
- 現代の宇宙論　早川幸男、佐藤文隆共著、名古屋大学出版会、1988年
- ISASニュース　No.287 夜空は明るい!? （页面存档备份，存于）、2005年2月
- 天文月報2005年11月号 赤外背景放射で探る宇宙最初の星形成[永久]
- JAXAコラム 特集「あかり」の成果を祝す （页面存档备份，存于）
- 総研大ジャーナル　赤外線天文衛星のソフトウェア開発[永久]

## 脚注
1. ↑  博士論文書誌データベース